# Karlskoga bryggeri
Karlskoga bryggeri var ett bryggeri med anor från 1851, med säte i Karlskoga.
C. J. Otterdahl grundade bryggeriet 1851 på Bregårdsnäset vid sjön Möckelns norra strand och var dess ägare fram till 1875, då Karlskoga Handelsaktiebolag inköpte det och drev det vidare fram till 1880. Bryggeriet köptes 1958 av Pripps & Lyckholms AB.
Bryggeriets ursprungliga byggnader vid Näset revs 1963.